# Hohlstecker
Ein Hohlstecker oder Niedervoltstecker, englisch coaxial power connector, ist ein mindestens zweipoliger koaxialer Steckverbinder mit einer Bohrung, der meistens zur Stromversorgung von Geräten mit Kleinspannung dient und von einem externen Netzteil wie Steckernetzteilen gespeist wird. Die Stecker sind international in der IEC 60130-10 von der International Electrotechnical Commission (IEC) normiert, darüber hinaus existieren verschiedene nationale Normen dieser Stecker.

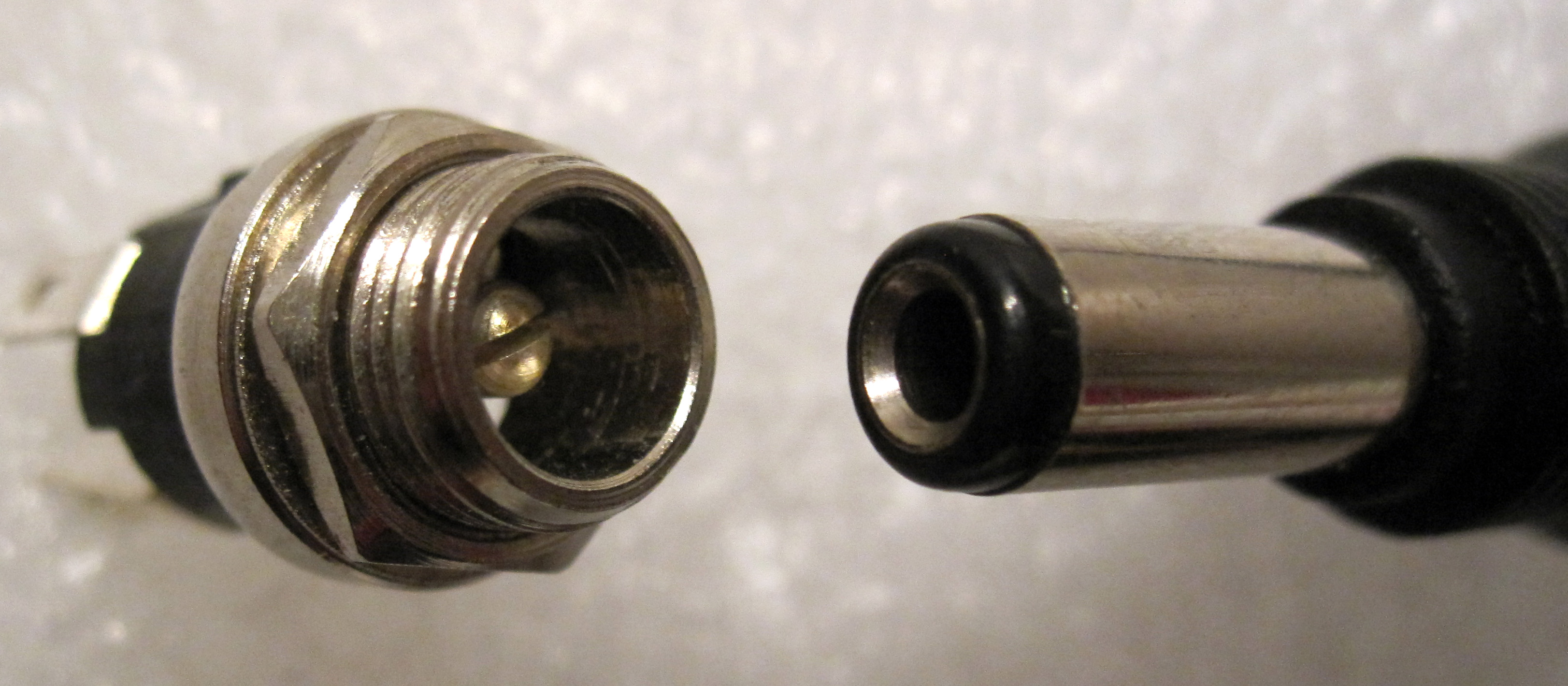
Buchse und Hohlstecker – 5,5 × 2,5 mm

Typische Anwendungen sind Beleuchtungen, tragbare Elektrogeräte aller Art, Elektrowerkzeuge und Spielzeuge. Hohlstecker eignen sich für den Betrieb mit sicherer Kleinspannung, haben einen gut geschützten Innenkontakt und gegenüber den ebenfalls koaxialen Klinkensteckern den Vorteil, dass beim Herausrutschen aus der Buchse kein Kurzschluss entsteht.

Polaritätsangabe am Gerät:
Plus innen (links), außen (rechts).

## Funktion
Eine Feder drückt den Steckverbinder seitlich gegen den Mittelstift. Bei glattem Außenzylinder ist die wirksame Kontaktfläche gering, bei den Besseren rastet der Federkontakt in eine Verengung, Kerbe oder Hohlkehle des Außenzylinders, oder die vordere Plastikisolation ist als Verdickung oder Wulst (DIN 45323) ausgeführt, was ebenfalls das Herausfallen wirkungsvoll verhindert.
Bei hohem Strom ist der Mittelstift halbiert oder geviertelt und fungiert zusätzlich als Mehrfachfeder, auch sind die Kontakte an der Außenfläche mehrfach vorhanden.

## Abmessungen
Erste weitverbreitete Größen haben die Durchmesserpaare:
- 5,5 mm / 2,5 mm und
- 5,5 mm / 2,1 mm (wird hauptsächlich bei CCTV-Kameras verwendet)

Weitere gängige Größen sind z. B.:
- 7,90 mm / <5,60 mm (z. B. Lenovo-Notebooks)
- 6,30 mm / <3,00 mm (Drucker, Notebooks)
- 5,50 mm / <3,30 mm (z. B. bei Gigaset-Schnurlostelefonen) - vgl. EIAJ-04 5,5 mm / 3,4 mm
- 5,50 mm / <2,65 mm (z. B. bei Akoya-Notebooks ab 2008)
- 5,00 mm / <2,10 mm
- 4,80 mm / <1,70 mm (bes. bei Hewlett-Packard-Notebooks) - vgl. EIAJ-03 4,75 mm / 1,7 mm
- 4,00 mm / <1,70 mm (bei TomTom Rider 2) - vgl. EIAJ-02 4,0 mm / 1,7 mm
- 3,50 mm / <1,35 mm (z. B. Nokia alt)
- 3,00 mm / <1,10 mm (z. B. LG gram 14/15/17 Laptops)
- 2,50 mm / <0,70 mm
- 2,35 mm / <0,70 mm
- 2,00 mm / <0,80 mm (z. B. Nokia flachere Geräte)

Vereinzelt finden sich an Netzgeräten auch Klinkenstecker statt Hohlstecker mit 3,5 oder 2,5 mm Durchmesser.

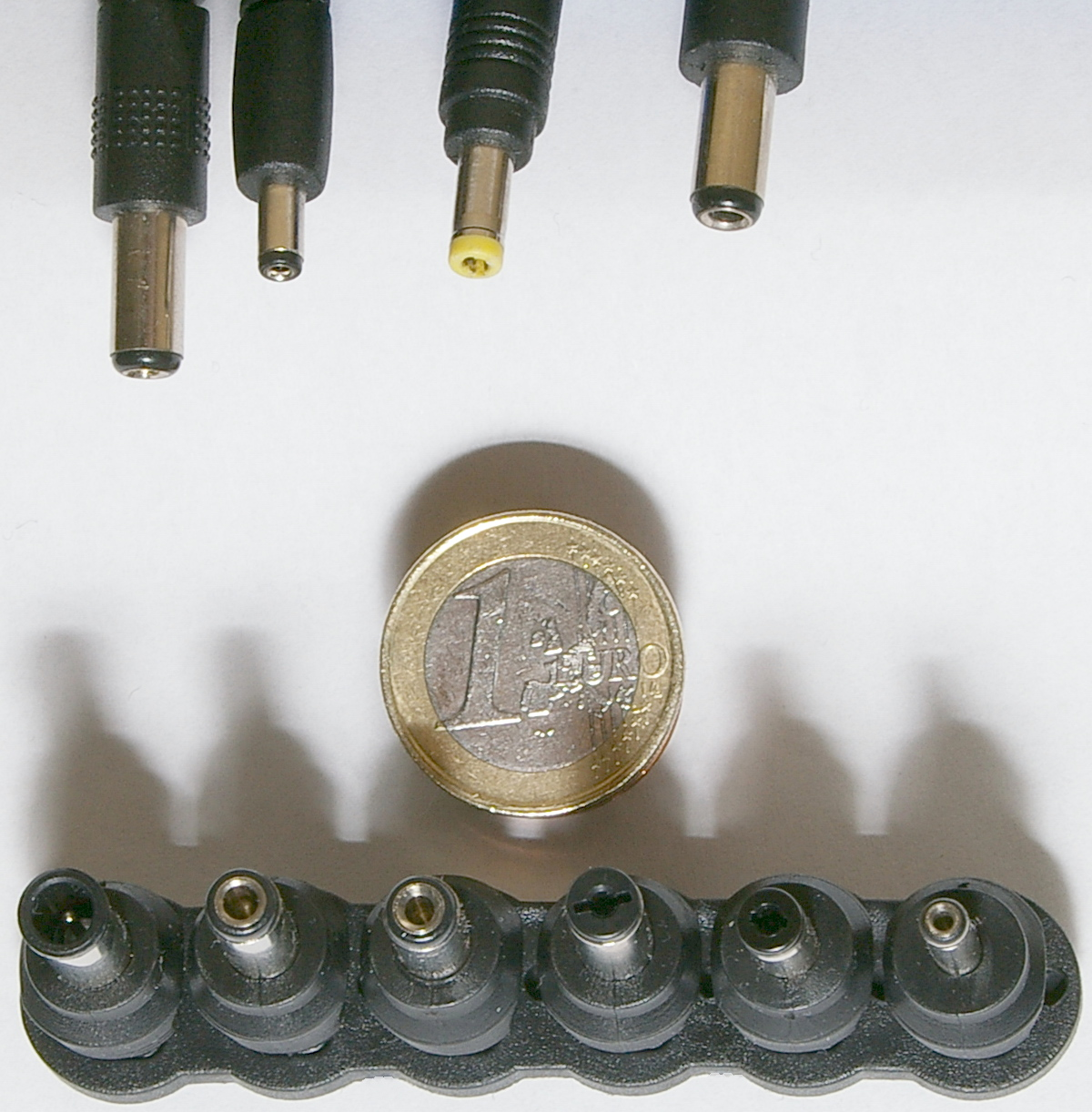
Verschiedene Typen von Hohlsteckern, unten ein Adapterset
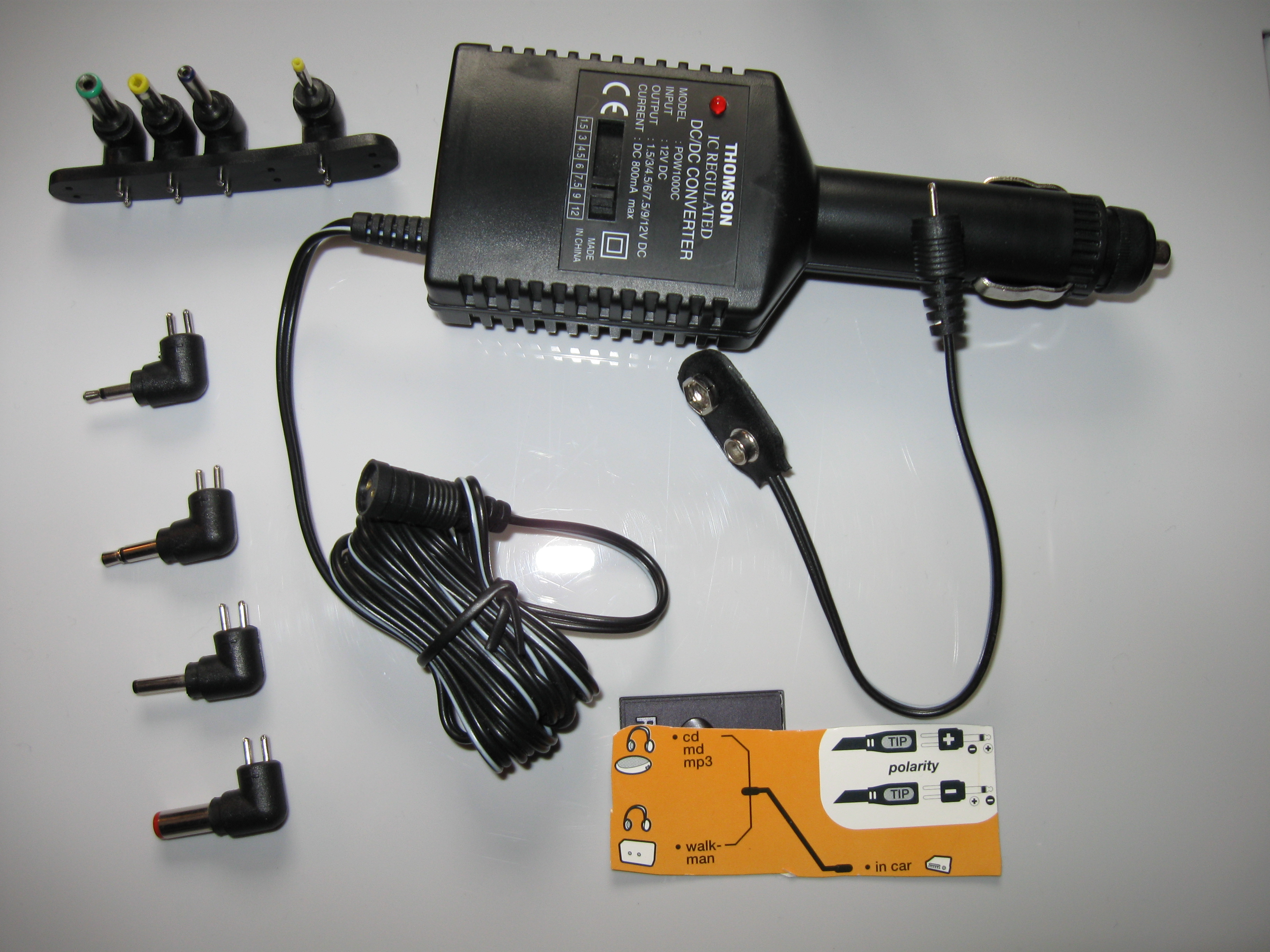
Klinken- und Hohlsteckeradapter für ein Universal-KFZ-Netzteil
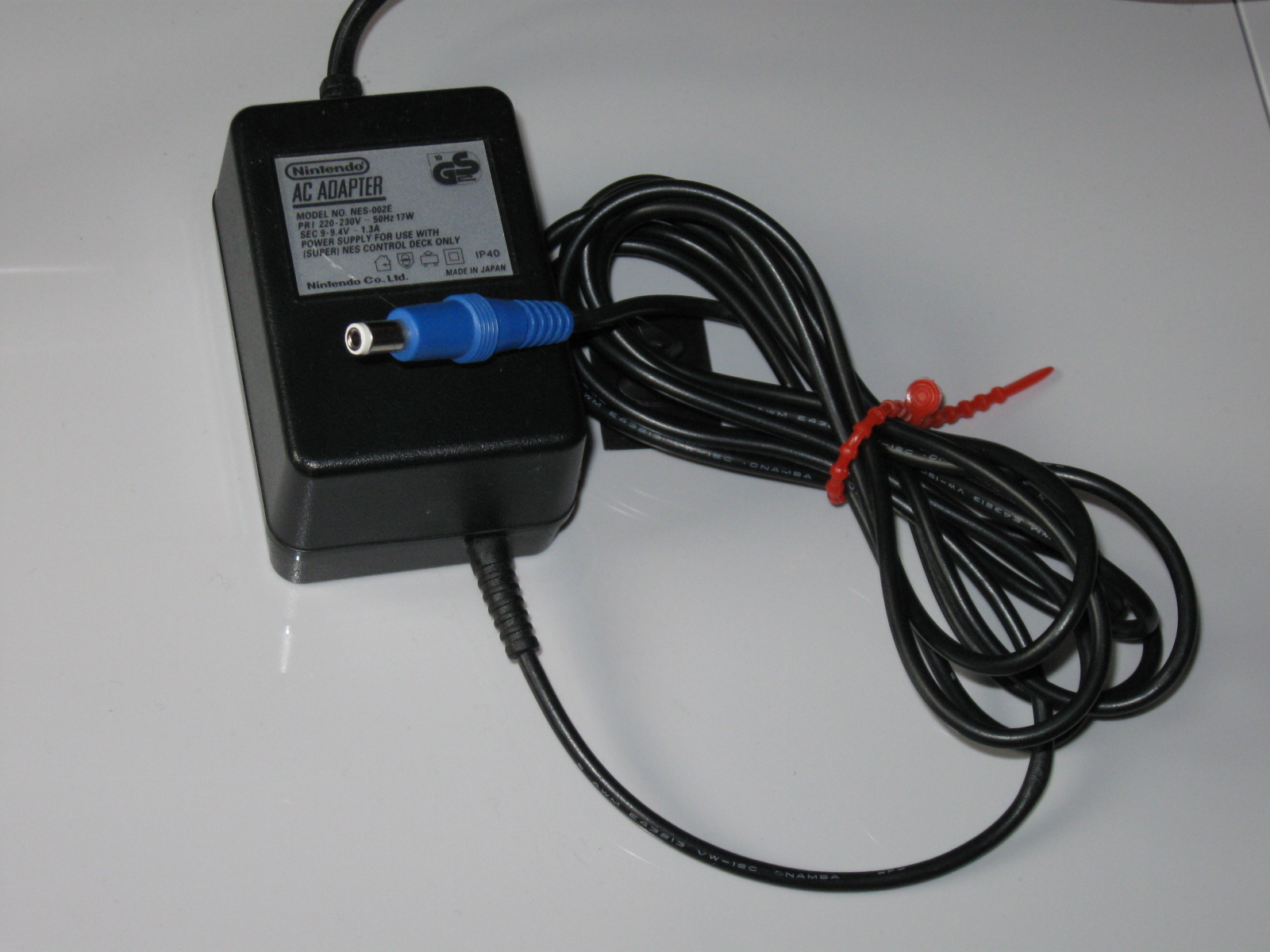
Hohlstecker an einem SNES-Netzteil
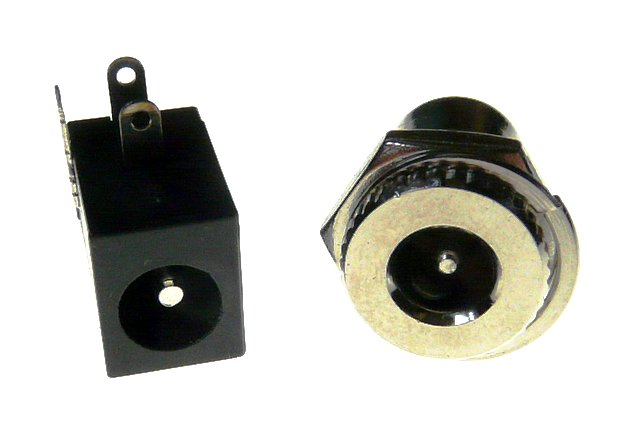
5-mm-Einbaubuchsen. Stiftdurchmesser links 2,5 mm, rechts 2,1 mm

### Sonderbauformen
Notebooks haben häufig herstellerspezifische (proprietäre) Sonderformen eingesetzt. Oft ist der Mittelstift ringförmig ausgebildet, mit mehrfach koaxial konzentrischen Kontakten, und der Stecker hat einen Mittelstift, häufig um die Leistung des Netzteils oder die Ladeleistung zu signalisieren.
Einige Hohlstecker haben eine federnde Isolierhülse für den Außenkontakt. Dieser Typ ist für den Einsatz in Kfz gedacht, wo die bereitgestellte Kleinspannung nicht potenzialgetrennt ist. Ein Kurzschluss des Außenkontakts mit der Karosserie kann zu unerwünschten Erdströmen oder gar zum Kurzschluss (wenn Pluspol außen oder – bei historischen Fahrzeugen – Plus auf Karosserie) führen.
Ein weiterer Typ der Hohlstecker ist der zuerst in Japan genormte EIAJ-Steckverbinder, nicht nur für dort ansässige Hersteller.